# Lijst van astronomische tijdschriften
Dit is een lijst van wetenschappelijke tijdschriften op het gebied van de astronomie en astrofysica.

## A
- Acta Astronomica
- Advances in Space Research
- Annual Review of Astronomy and Astrophysics
- Annual Review of Earth and Planetary Sciences
- Astrobiology
- Astronomical Journal
- L’Astronomie
- Astronomische Nachrichten
- Astronomy and Astrophysics
- Astronomy and Astrophysics Review
- Astronomy and Computing
- Astronomy & Geophysics
- Astronomy Letters, een vertaling van het Russische tijdschrift Pis’ma v Astronomicheskii Zhurnal
- Astronomy Reports
- Astroparticle Physics
- Astrophysical Bulletin
- The Astrophysical Journal
- The Astrophysical Journal Letters
- The Astrophysical Journal Supplement Series
- Astrophysics, een vertaling van het Russische tijdschrift Astrofizika
- Astrophysics and Space Science

## B
- Bulletin of the American Astronomical Society
- Bulletin of the Astronomical Society of India

## C
- Celestial Mechanics and Dynamical Astronomy
- Classical and Quantum Gravity
- Comptes Rendus Physique
- Connaissance des Temps
- Cosmic Research

## E
- Earth and Planetary Science Letters
- Earth, Moon, and Planets
- Experimental Astronomy

## G
- General Relativity and Gravitation
- Geophysical Research Letters

## I
- Icarus
- International Astronomical Union Circular
- International Journal of Astrobiology
- International Journal of Modern Physics

## J
- Journal for the History of Astronomy
- Journal of Astronomical History and Heritage
- Journal of the American Association of Variable Star Observers
- Journal of Astronomical Instrumentation
- Journal of Astronomical Telescopes, Instruments, and Systems
- Journal of Astrophysics and Astronomy
- Journal of the British Astronomical Association
- Journal of the British Interplanetary Society
- Journal of Cosmology
- Journal of Cosmology and Astroparticle Physics
- Journal of Geophysical Research
- Journal of the Korean Astronomical Society
- Journal of the Royal Astronomical Society of Canada

## K
- Kinematics and Physics of Celestial Bodies

## L
- Living Reviews in Solar Physics

## M
- Meteoritics & Planetary Science
- Minor Planet Circulars
- Monthly Notices of the Royal Astronomical Society

## N
- Nature Astronomy
- Nature Geoscience
- New Astronomy
- New Astronomy Reviews

## O
- The Observatory
- Open Astronomy

## P
- Planetary and Space Science
- Publications of the Astronomical Society of Australia
- Publications of the Astronomical Society of Japan
- Publications of the Astronomical Society of the Pacific

## R
- Research in Astronomy and Astrophysics
- Research Notes of the AAS
- Revista Mexicana de Astronomía y Astrofísica

## S
- Serbian Astronomical Journal
- Solar Physics
- Solar System Research
- Space Science Reviews
- Space Weather
- Sternenbote